# NGC 4696
NGC 4696 هي مجرة إهليلجية الشكل. تبعد حوالي 150 مليون سنة ضوئية في كوكبة قنطورس (كوكبة). وهي ألمع مجرة في مجموعة قنطورس (كوكبة)، وهي مجموعة كبيرة من المجرات في كوكبة تحمل نفس الاسم. وتحيط المجرة العديد من المجرات مجرة إهليلجية قزمة.

## صور أخرى

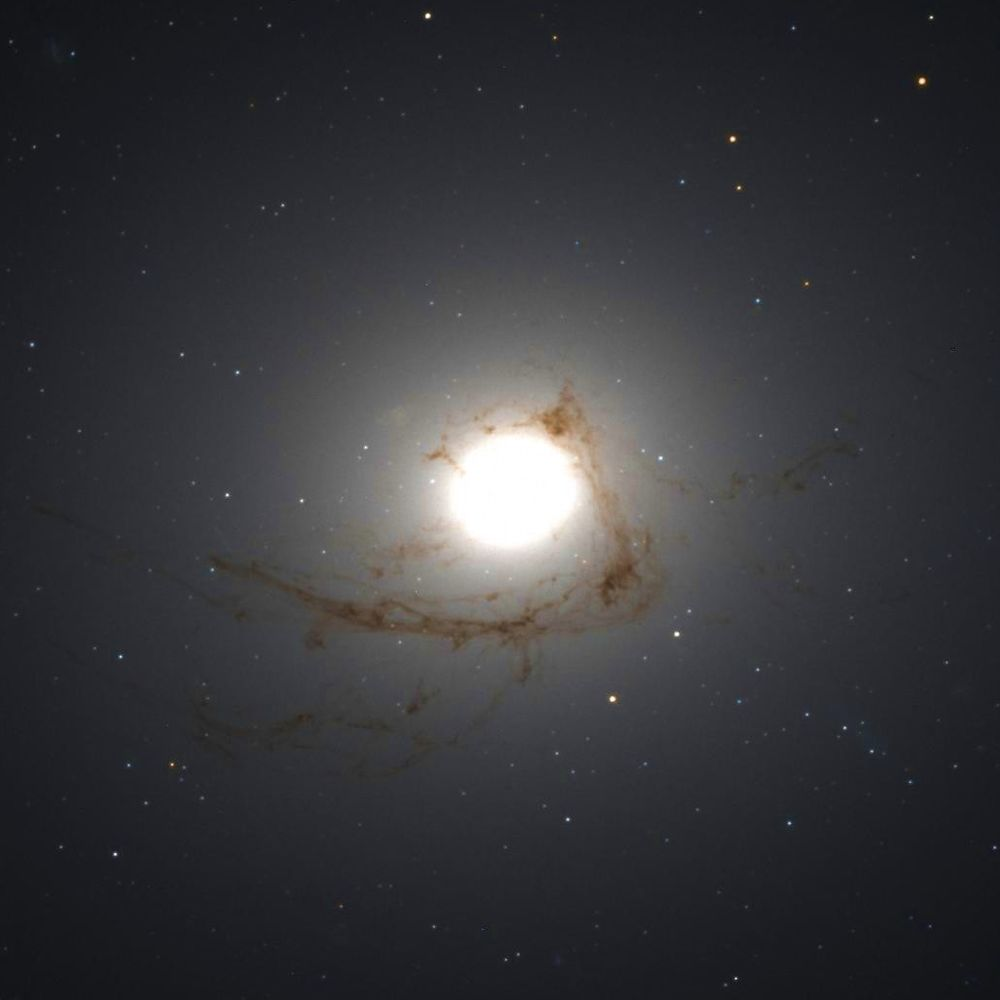
NGC 4696
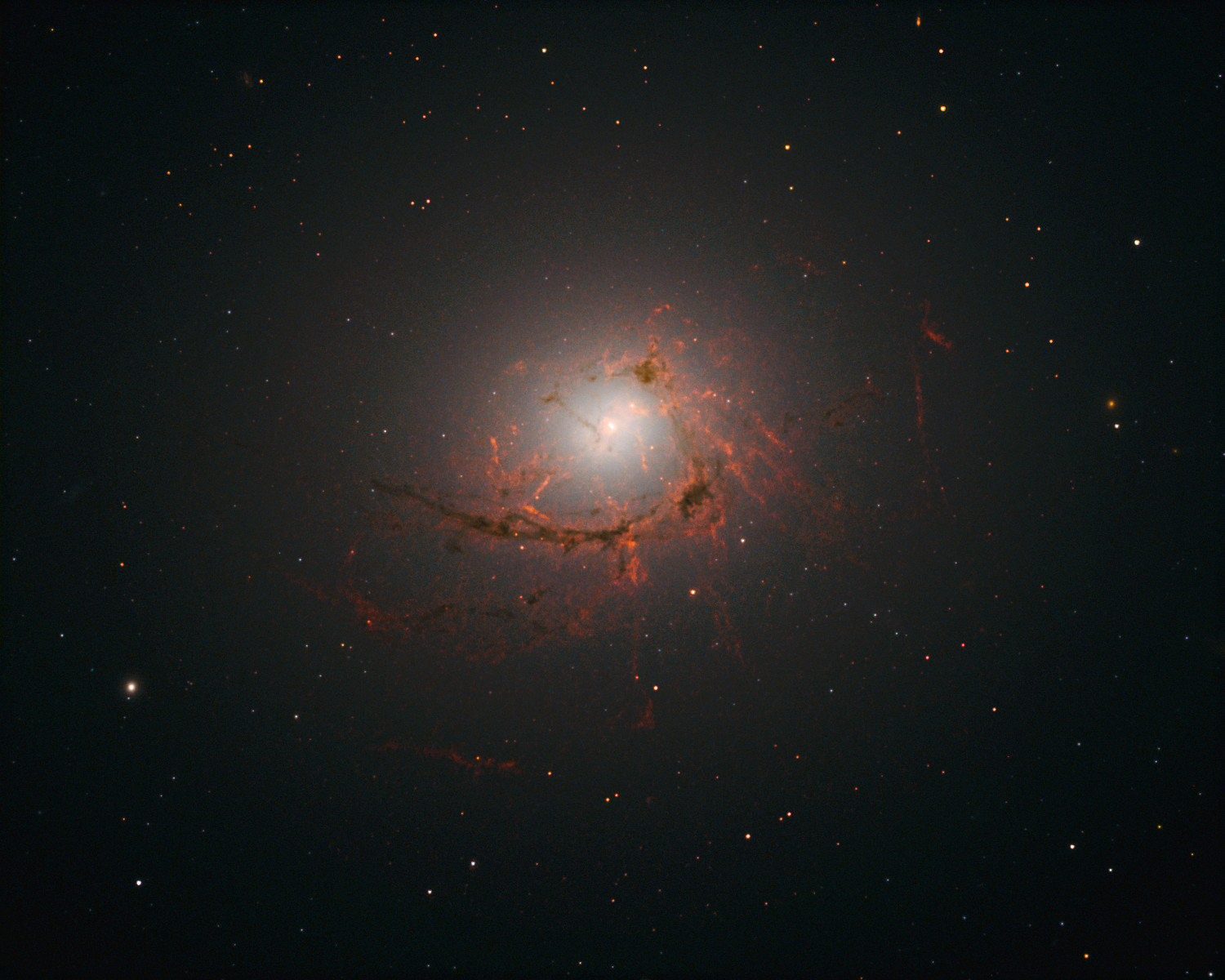
NGC 4696

## وصلات خارجية
- NGC 4696 على موقع ويكي سكاي: DSS2, SDSS, GALEX, IRAS, Hydrogen α, X-Ray, Astrophoto, Sky Map, Articles and images